# Marek Krawczyk
Marek Wojciech Krawczyk (Gdansk, Polonia, 23 de marzo de 1976) es un nadador retirado especializado en pruebas de estilo braza. Fue medalla de bronce en la prueba de 4x100 metros estilos en el Campeonato Europeo de Natación de 1997.
Representó a Polonia en los Juegos Olímpicos de Atlanta 1996 y Sídney 2000.

## Palmarés internacional
| Campeonato Europeo de Natación | Campeonato Europeo de Natación | Campeonato Europeo de Natación | Campeonato Europeo de Natación |
| Año                            | Lugar                          | Medalla                        | Prueba                         |
| ------------------------------ | ------------------------------ | ------------------------------ | ------------------------------ |
| 1997                           | Sevilla ( España)              | Medalla de bronce              | 4 × 100 m estilos              |